# Communauté de communes des Terres d’Apcher-Margeride-Aubrac
Die Communauté de communes des Terres d’Apcher-Margeride-Aubrac ist ein französischer Gemeindeverband mit der Rechtsform einer Communauté de communes im Département Lozère in der Region Okzitanien. Sie wurde am 30. November 2016 gegründet und umfasst 20 Gemeinden. Der Verwaltungssitz befindet sich im Ort Saint-Chély-d’Apcher.

## Historische Entwicklung
Der Gemeindeverband entstand mit Wirkung vom 1. Januar 2017 durch die Fusion der Vorgängerorganisationen
- Communauté de communes Apcher-Margeride-Aubrac und
- Communauté de communes des Terres d’Apcher, von der sich die Gemeinde Les Monts-Verts jedoch der Communauté de communes des Hautes Terres de l’Aubrac anschloss.

## Mitgliedsgemeinden
| Gemeinde                                                    | Einwohner 1. Januar 2022 | Fläche km² | Dichte Einw./km² | Code INSEE | Postleitzahl |
| ----------------------------------------------------------- | ------------------------ | ---------- | ---------------- | ---------- | ------------ |
| Albaret-Sainte-Marie                                        | 557                      | 15,98      | 35               | 48002      | 48200        |
| Blavignac                                                   | 257                      | 13,83      | 19               | 48026      | 48200        |
| Chaulhac                                                    | 59                       | 9,47       | 6                | 48046      | 48140        |
| Fontans                                                     | 227                      | 33,90      | 7                | 48063      | 48700        |
| Julianges                                                   | 48                       | 9,42       | 5                | 48077      | 48140        |
| La Fage-Saint-Julien                                        | 303                      | 18,06      | 17               | 48059      | 48200        |
| Lajo                                                        | 117                      | 18,58      | 6                | 48079      | 48120        |
| Le Malzieu-Forain                                           | 491                      | 48,65      | 10               | 48089      | 48140        |
| Le Malzieu-Ville                                            | 743                      | 7,80       | 95               | 48090      | 48140        |
| Les Bessons                                                 | 424                      | 23,49      | 18               | 48025      | 48200        |
| Paulhac-en-Margeride                                        | 92                       | 15,79      | 6                | 48110      | 48140        |
| Prunières                                                   | 226                      | 13,09      | 17               | 48121      | 48200        |
| Rimeize                                                     | 614                      | 32,30      | 19               | 48128      | 48200        |
| Saint-Alban-sur-Limagnole                                   | 1.378                    | 51,23      | 27               | 48132      | 48120        |
| Saint-Chély-d’Apcher                                        | 4.025                    | 28,26      | 142              | 48140      | 48200        |
| Saint-Léger-du-Malzieu                                      | 211                      | 18,92      | 11               | 48169      | 48140        |
| Saint-Pierre-le-Vieux                                       | 314                      | 15,55      | 20               | 48177      | 48200        |
| Saint-Privat-du-Fau                                         | 113                      | 22,16      | 5                | 48179      | 48140        |
| Sainte-Eulalie                                              | 36                       | 21,31      | 2                | 48149      | 48120        |
| Serverette                                                  | 249                      | 17,35      | 14               | 48188      | 48700        |
| Communauté de communes des Terres d’Apcher-Margeride-Aubrac | 10.484                   | 435,14     | 24               | –          | –            |